# Psydrax grandifolia
Psydrax grandifolia là một loài thực vật có hoa trong họ Thiến thảo. Loài này được (Thwaites) Ridsdale miêu tả khoa học đầu tiên năm 1996.